# Wiethagen
Wiethagen ist ein Ortsteil der Hansestadt Rostock am südlichen Rand der Rostocker Heide.

## Geografische Lage
Wiethagen liegt etwa 15 km nordnordöstlich des historischen Kerns der Stadt Rostock.
Die angrenzenden Flächen westlich des Ortsteils werden landwirtschaftlich genutzt, südlich beginnt nach nur 100 Metern Straße der Ort Rövershagen und in östlicher und nördlicher Richtung wechseln sich Heideland, Wald und landwirtschaftliche Nutzflächen ab.
Ort und Umgebung liegen etwa acht Meter über NN.
Zu Wiethagen gehört das Anwesen Meyershausstelle, etwa drei Kilometer nordöstlich des Dorfes. Die frühere Försterei wird als Wohnhaus und Gaststätte genutzt.

## Geschichte

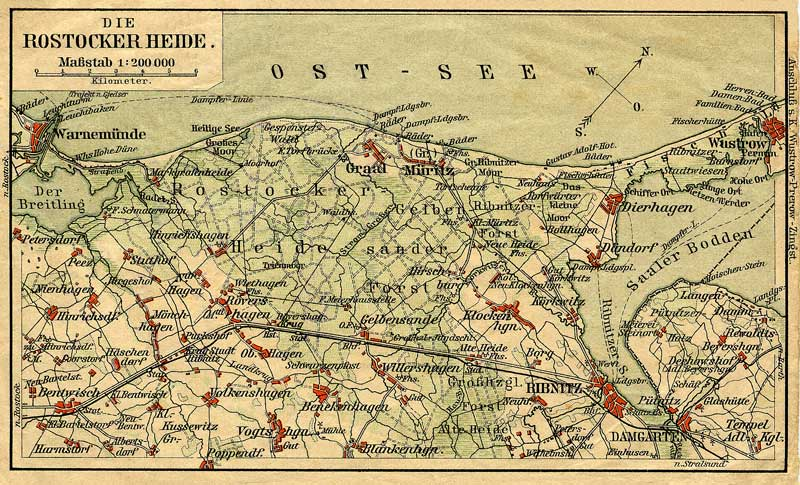
Karte der Rostocker Heide von 1912

Wiethagen entstand wohl Mitte des 18. Jahrhunderts, als in Oberhagen und Niederhagen die Bauern gelegt wurden, um zwei Güter zu errichten. Abseits der Orte wurden für die nun landlosen Bauern zwei Armenkaten errichtet, aus denen Wiethagen entstand.
1769 erscheint Wiethagen erstmals auf einer Karte der Rostocker Heide. Der Forstinspektor Becker berichtet in der Chronik von Rövershagen über den tragischen Tod des Forstinspectors Möller im Jahr 1780 auf dem Forsthof Wiethagen.
1835 bestand Wiethagen aus den Gehöften eines Sägemeisters und eines Baumwärters, dem Anwesen des Jägers und dem „Discherkaten“ (Tischler-Haus), in dem damals fünf Bönhasen (zum Unwillen der Rostocker Handwerker) ihre Gewerbe betrieben.
Das heute älteste Gebäude des Ortes ist das 1825 errichtete Holzmagazin. Als 1889 die Bahnlinie bis nach Rövershagen kam, war es als Holzlager nutzlos und wurde als Wohnhaus für die Witwen und Töchter verstorbener Forstbeamter eingerichtet.
Nahe bei Wiethagen befand sich ein zu DDR-Zeiten angelegter 60 Hektar großer und bis ins Jahr 2000 militärisch genutzter Infanterie-Schießplatz (die dazugehörige Sicherheitszone = Sperrgebiet hatte eine Größe von 1120 Hektar). Im Rahmen von EU-geförderten Maßnahmen wurden die Gebäude abgebrochen und die Flächen zu Wald und Heide renaturiert.
Wiethagen wurde im Jahr 1924 nach Rostock eingemeindet und gehört heute zum Rostocker Ortsamt Nordwest 1.

## Museum Forst- und Köhlerhof
Seit 1837 gibt es in Wiethagen eine Teerschwelerei, in der zeitweise bis zu acht Köhler in doppelwandigen Öfen außer Holzkohle auch Holzteer und Terpentin produzierten.
Das Köhlerhaus und die beiden Teeröfen wurden 1984 zum Technischen Denkmal erklärt und in den Jahren bis 1989 rekonstruiert. Seit 1991 lenkt und leitet ein Förderverein den Museumsbetrieb, den Ausbau und die Erhaltung der Anlagen im Forst- und Köhlerhof Wiethagen. Im Mai 2009 fand hier das 7. Europäische Köhlertreffen mit 130 Teilnehmern statt.